# 젠보 ST1
젠보 ST1(영어: Zenvo ST1)은 젠보 오토모티브에서 2009년부터 2016년까지 생산했던 스포츠카이고, 생산댓수는 15대이다.

## 세부정보
젠보 ST1의 트윈차저는 7,011 cc (7.0 L; 427.8 cu in)이고, LS7 V8 엔진을 탑재하였다.

## 디자인
젠보 오토모티브는 ST1이 전적으로 덴마크 디자인의 결과라고 주장하였다. 설계자는 Christian Brandt와 Jesper Hermann이다.

## 경쟁 차종
맥라렌 오토모티브
- 맥라렌 650S
- 맥라렌 675LT
- 맥라렌 아투라

아리네라
- 아리네라 후사랴

이탈디자인 주지아로
- 이탈디자인 제로우노

## 비디오 게임에서의 등장
- 아스팔트 8: 에어본

## 형세

### 탑기어
젠보 ST1은 냉각 장치 고장 후 자동차에 불이 붙는 것을 포함하여 쇼의 한 부분을 촬영하는 동안 일련의 불행한 사고 이후 영국의 자동차 프로그램인 탑기어에 의해 비판적으로 패닝되었다. 회사의 또 다른 차는 결국 (젖은) 탑 기어 테스트 트랙의 완전한 타임 랩을 완료하였다. 그 결과 젖은 트랙에서 BMW M5보다 더 나빴다. 젠보 오토모티브는 덴마크 웹사이트 프로 스트리트에 게시된 성명으로 탑기어에 응답했다.

### 코펜하겐 역사 그랑프리 2015
이 사건은 ST1이 화재를 일으켜 운전자가 최대한 빨리 빠져나올 수 밖에 없었던 사건이다. 젠보 오토모티브는 화재가 연료 라인 문제로 인해 발생했다고 말하였다.